# NGC 2893
NGC 2893 is een balkspiraalstelsel in het sterrenbeeld Leeuw. Het hemelobject werd op 13 maart 1785 ontdekt door de Duits-Britse astronoom William Herschel.

## Synoniemen
- UGC 5060
- IRAS 09273+2945
- MCG 5-23-5
- ZWG 152.18
- MK 401
- KUG 0927+297
- PGC 26979